# I fantasmi di casa Hathaway
I fantasmi di casa Hathaway (in originale: The Haunted Hathaways) è una sitcom statunitense, ideata da Robert Peacock, per il network televisivo Nickelodeon e trasmessa dal 13 luglio 2013 al 22 giugno 2015, per un totale di due stagioni e 48 episodi.
In Italia la serie va in onda dal 2 dicembre 2013, sul canale italiano di Nickelodeon, visibile sulla piattaforma Sky per poi essere riproposta in chiaro, per la prima volta, dal 10 settembre 2015 su Rai Gulp e dal maggio del 2020 sul canale Super!

## Trama
Michelle Hathaway e le sue due figlie, Taylor e Frankie, si trasferiscono da New York a New Orleans e scoprono che la loro nuova casa è abitata dai fantasmi dei precedenti proprietari: Ray Preston e i suoi due figli, Miles e Louie. Le Hathaway così dovranno convivere insieme ai fantasmi Preston sotto lo stesso tetto.
Le vicende che si defilano per gli episodi della serie vertono per lo più sui dilemmi adolescenziali di Taylor e Miles, le burle di Frankie e Louie, la gestione dell'attività di pasticceria di Michelle e la crescita come fantasma di Louie alla scuola per fantasmi. Louie infatti nel corso della serie, così come il padre e il fratello, sarà via via in grado di padroneggiare poteri paranormali come la possessione, la telecinesi, la metamorfisi.

## Personaggi e interpreti

### Personaggi principali
- Taylor Hathaway (Amber Montana) - È la figlia di Michelle Hathaway, e la sorella maggiore di Frankie Hathaway. È una ragazza riservata ma molto gentile, nonché una ginnasta di talento.  Essendosi trasferita da poco cerca sempre l'approvazione delle sue compagne di scuola per ambientarsi, cosa che più volte la mette nei pasticci. È proprio lei che per prima propone la convivenza con i Preston quando si stabiliscono nella nuova casa. Nella seconda stagione sarà molto spesso legata alla sua nuova migliore amica Meadow e al suo fidanzato Scott. È doppiata da Joy Saltarelli.
- Miles Preston (Curtis Harris) - È il figlio di Ray ed è il fratello maggiore di Louie. Contrariamente agli altri fantasmi a lui non interessa spaventare la gente, al contrario cerca di essere sempre socievole, è molto rispettoso delle regole, tanto da esasperare sempre gli altri. A volte, però, ricorrerà ai suoi poteri da fantasma per fare scherzi o vendette, al fine di proteggere la sua famiglia o i suoi amici. Diventerà amico soprattutto con Taylor (che reputa come sua migliore amica) e Meadow. È doppiato da Gabriele Patriarca.
- Louie Preston (Benjamin Flores, Jr.) - È il figlio di Ray Preston e fratello minore di Miles. Tende ad essere scortese e un po' sarcastico ma, al contempo, molto ingenuo. Si compiace definirsi un fantasma molto pauroso nonostante non abbia una grande padronanza dei suoi poteri di spettro: in una gag ricorrente della serie quando cerca di fare qualcosa con i suoi poteri, ottiene sempre un risultato diverso da quello desiderato. È doppiato da Gaia Bolognesi.
- Francesca "Frankie" Hathaway (Breanna Yde) - È la figlia di Michelle Hathaway e sorella minore di Taylor Hathaway. Frankie è tutto l'opposto di Taylor, infatti non le interessa apparire come una ragazza femminile, ama combinare scherzi, specialmente insieme a Louie, i due infatti sono molto amici nonché complici nelle loro marachelle. È doppiata da Monica Volpe.
- Michelle Hathaway (Ginifer King) - È l'inetta madre divorziata di Taylor e Frankie. Michelle è una pasticciera esperta che possiede una pasticceria di torte e cupcake, chiamata "Pie Squared". È una persona sconclusionata e maldestra, anche se si illude di essere perfetta, causa molti guai che, poi,  vengono risolti dagli altri personaggi. È doppiata da Sabrina Duranti.
- Ray Preston (Chico Benymon) - È il padre di Miles e Louie. Ray preferisce uno stile di vita rilassato, quindi non è molto bravo a disciplinare i suoi figli quando si comportano male. Col tempo si affeziona molto alle Hathaway, più volte ha ammesso che le considera parte della sua famiglia. A differenza di Michelle, Ray è un genitore più saggio e accorto, motivo per cui gli altri personaggi chiederanno a lui di risolvere i loro problemi. È doppiato da Guido Di Naccio.

### Personaggi secondari
- Emma (st.1) (Brec Bassinger) - Emma è una ragazza che frequenta la stessa squadra di ginnastica di Taylor e va a scuola con Lilly e Taylor. È molto incapace a ragionare e a fare ginnastica. È doppiata da Valentina Pallavicino.
- Penelope Pritchard (Ava Cantrell) - Penelope Pritchard frequenta la stessa scuola di Frankie Hathaway, molto viziata e con un'ossessione per le bambole.
- Mr. Dobson (Fred Stoller) - Mr. Dobson è l'insegnante di Louie alla Ichabod Crane Academy.
- Meadow (st.2) (Juliette Angelo) - Meadow è una ragazza introversa ma bravissima in ginnastica, che, nel corso della seconda stagione, diventerà la migliore amica di Taylor. A causa di un incidente riuscirà a vedere i fantasmi Ray, Miles e Louie. Per un po' di tempo ha avuto un debole per Miles ma lui la vede solo come un'amica. È doppiata da Eva Padoan
- Scott (st.2) (JT Neal) - Scott è un ragazzo bello, muscoloso, premuroso e gioca nella squadra di football. All'inizio della seconda stagione inizia a frequentarsi con Taylor, sino a fidanzarsi con lei nella seconda metà della stagione. Aiuta sempre, come i suoi genitori, le persone e gli animali indifesi, ed è un buon aiutante dell'ambiente.

### Guest star
Nella prima stagione configurano anche nel cast: Geena Davis (episodio 1x03) e Ciara Bravo (episodio 1x15).
Nella seconda stagione è contenuta la seconda parte dell'episodio speciale I fantasmi di casa Thunderman (Haunted Thundemans), un crossover con  la serie televisiva  I Thunderman (anch'essa prodotta da Nickleodeon). Il cast principale de I Thunderman (Kira Kosarin, Jack Griffo, Rosa Blasi, Chris Tallman, Addison Riecke e Diego Velazquez) viene quindi accreditato come guest star.

## Episodi
| Stagione         | Episodi | Prima TV originale | Prima TV Italia |
| ---------------- | ------- | ------------------ | --------------- |
| Prima stagione   | 26      | 2013-2014          | 2013-2014       |
| Seconda stagione | 22      | 2014-2015          | 2014-2015       |

## Premi e nomination
| Anno | Evento                          | Categoria          | Nominati            | Risultato       |
| ---- | ------------------------------- | ------------------ | ------------------- | --------------- |
| 2014 | Nickelodeon Kids' Choice Awards | Favorite TV Actor  | Benjamin Flores Jr. | Candidato/a     |
| 2014 | Imagen Awards                   | Best Young Actress | Amber Montana       | Candidato/a     |
| 2014 | Imagen Awards                   | Best Young Actor   | Benjamin Flores Jr. | Vincitore/trice |
| 2015 | Nickelodeon Kids' Choice Awards | Favorite TV Actor  | Benjamin Flores Jr. | Candidato/a     |